# Wilder Salazar
Wilder José Salazar Cuitiva (Montería, Córdoba, Colombia; 18 de septiembre de 1985) es un futbolista colombiano. Juega como centrocampista.

## Trayectoria

### Uniautónoma F.C
Debuta profesionalmente en el Uniautónoma F.C en el año 2011.

### Valledupar F.C
En el 2012 es transferido del Uniautónoma F.C al Valledupar F.C en el valledupar juega un total de 11 partidos.

### Atlético de la Sabana
En el 2013 llega del Valledupar F.C al equipo de Sincelejo Atlético de la Sabana.

### Jaguares de Córdoba
El 30 de junio de 2013 llega a Jaguares de Córdoba, en 2014 queda campeón de la Primera B 2014.
En el 2015 es nominado a mejor gol ante Cali en el primer partido del Torneo Finalización 2015.

### Real Potosí
Para mitad del 2016 llega al Real Potosí de la Primera División de Bolivia donde también jugaría la Copa Sudamericana 2016 siendo su primera experiencia en el exterior y su primera copa internacional. Su primer gol lo marcaría el 18 de septiembre dándole a la victoria su club 2 a 1 frente a Club San Jose.

## Clubes
| Club                       | País     | Año         |
| -------------------------- | -------- | ----------- |
| Uniautónoma F.C            | Colombia | 2011        |
| Valledupar F.C             | Colombia | 2012        |
| Atlético de la Sabana      | Colombia | 2013        |
| Jaguares de Córdoba        | Colombia | 2013 - 2016 |
| Real Potosí                | Bolivia  | 2016 - 2017 |
| Nacional Potosí            | Bolivia  | 2018 - 2019 |
| Academia Deportiva Fancesa | Bolivia  | 2021        |

## Estadísticas
| Club                             | Div                 | Temporada           | Liga  | Liga  | Copa Nacional | Copa Nacional | Copa Internacional | Copa Internacional | Total | Total |
| Club                             | Div                 | Temporada           | Part. | Goles | Part.         | Goles         | Part.              | Goles              | Part. | Goles |
| -------------------------------- | ------------------- | ------------------- | ----- | ----- | ------------- | ------------- | ------------------ | ------------------ | ----- | ----- |
| Uniautónoma F.C · Colombia       | 2ª                  | 2011                | 1     | 0     | 0             | 0             | -                  | -                  | 1     | 0     |
| Uniautónoma F.C · Colombia       | Total               | Total               | 1     | 0     | 0             | 0             | 0                  | 0                  | 1     | 0     |
| Valledupar F.C · Colombia        | 2ª                  | 2012                | 11    | 0     | 2             | 1             | -                  | -                  | 13    | 1     |
| Valledupar F.C · Colombia        | Total               | Total               | 11    | 0     | 2             | 1             | 0                  | 0                  | 13    | 1     |
| Atlético de la Sabana · Colombia | 2ª                  | 2013                | 8     | 1     | 8             | 0             | -                  | -                  | 16    | 1     |
| Atlético de la Sabana · Colombia | Total               | Total               | 8     | 1     | 8             | 0             | 0                  | 0                  | 16    | 1     |
| Jaguares de Córdoba · Colombia   | 2ª                  | 2013                | 21    | 1     | 0             | 0             | -                  | -                  | 21    | 1     |
| Jaguares de Córdoba · Colombia   | 2ª                  | 2014                | 37    | 1     | 9             | 0             | -                  | -                  | 46    | 1     |
| Jaguares de Córdoba · Colombia   | 1ª                  | 2015                | 34    | 2     | 1             | 0             | -                  | -                  | 35    | 2     |
| Jaguares de Córdoba · Colombia   | 1ª                  | 2016                | 11    | 0     | 5             | 1             | -                  | -                  | 16    | 1     |
| Jaguares de Córdoba · Colombia   | Total               | Total               | 103   | 4     | 15            | 1             | 0                  | 0                  | 118   | 5     |
| Real Potosí · Bolivia            | 1ª                  | 2016-17             | 51    | 2     | 0             | 0             | 4                  | 0                  | 55    | 2     |
| Real Potosí · Bolivia            | Total               | Total               | 51    | 2     | 0             | 0             | 4                  | 0                  | 55    | 2     |
| Nacional Potosí · Bolivia        | 2ª                  | 2018                | 27    | 5     | 0             | 0             | 2                  | 0                  | 29    | 5     |
| Nacional Potosí · Bolivia        | Total               | Total               | 27    | 5     | 0             | 0             | 2                  | 0                  | 29    | 5     |
| Total en su carrera              | Total en su carrera | Total en su carrera | 201   | 12    | 25            | 2             | 6                  | 1                  | 232   | 15    |

## Palmarés

### Torneo Nacionales
| Título    | Equipo              | País     | Año  |
| --------- | ------------------- | -------- | ---- |
| Primera B | Jaguares de Córdoba | Colombia | 2014 |